# František Jan Jezbera
František Jan Jezbera, křtěný František, církevní jméno Ivanovič, Feodor (15. ledna 1829 Březnice – 3. listopadu 1901 Varšava), byl český vysokoškolský pedagog, jazykovědec, spisovatel, básník, překladatel a odborný publicista.

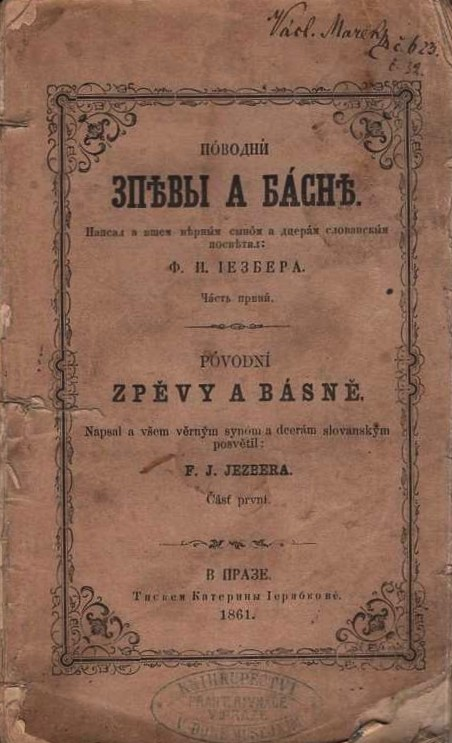
František Jan Jezbera, Původní zpěvy a básně – vydáno v roce 1861

## Život
František Jezbera se narodil v Březnici v rodině truhláře Jana Jezbery a jeho ženy Rozálie rodem Štolové. Své vzdělání zakončil v Praze, kde absolvoval Filozofickou fakultu na Karlově Univerzitě a v roce 1871 byl jmenován mimořádným profesorem slovanských jazyků na pražské polytechnice, vyučoval zde ruštinu a srbštinu, a později přednášel též o Slovanstvu.
V letech 1864–1865 podnikl cesty do Ruska, kde shromažďoval národopisný materiál. Poté pobýval v Polsku, kde od roku 1869 působil jako mimořádný profesor slovanských jazyků, později zde založil všeruské etnografické muzeum při univerzitě ve Varšavě. O prázdninách jezdil do Březnice a lázní Letiny. Závěr života prožil ve Varšavě, kde v roce 1901 zemřel.
František Jezbera propagoval slovanskou vzájemnost a prosazoval cyrilskou abecedu, byl rovněž redaktorem časopisu „Slověnin“.

## Literární dílo (výběr)
- 1857 Pěsma, koju je u srbskoslavjanskome jezyku napisao i všem Slavjanom, iz Zlatnog-Praga odlazećim, na uspomenu posvetio
- 1858 Kyril a Method, svatí apoštolové slovanských národův, nepsali nikdy hlaholsky než kyrilsky, to jest písmem na základě abecedy řecké sestaveným a doplněným
- 1860 O písmenech všech slovanských národův.
- 1861 Póvodní zpěvy a básně, část první
- 1864 Slova k povyjasnění naší slovanské vzájemnosti, spolu i odpověď redakci časopisu "Národ" na to, čím zúmyslně pravdy nemluvíc, svým čtenářům by neprospěla, jakož i nezvratné důkazy o tom, že úvahy a zprávy vezdy jen s rozmyslem čítati radno
- 1865 První česko-slovenský Slabikář písmem slovanským : spolu i jasné navedení k důkladnému naučení-se lehounkým spůsobem písmu a pravopisu, k němuž více než 70 milionův Slovanův a sice všichni Rusové, Bulhaři a Srbové se přiznávají